# Варгановське
Варга́новське (рос. Варгановское) — село у складі Щучанського району Курганської області, Росія. Адміністративний центр Варгановської сільської ради.
Населення — 233 особи (2010, 305 у 2002).
Національний склад станом на 2002 рік: росіяни — 92 %.
Стара назва села — Калмаково-Комишське.